# Acutoppia crassiseta
Acutoppia crassiseta är en kvalsterart som först beskrevs av Hammer 1968.  Acutoppia crassiseta ingår i släktet Acutoppia och familjen Oppiidae. Inga underarter finns listade i Catalogue of Life.